# Trofee Maarten Wynants 2014 (vrouwen)
De eerste editie van de Belgische wielerwedstrijd Trofee Maarten Wynants voor vrouwen werd verreden op 17 mei 2014. De start en finish vonden plaats in Houthalen-Helchteren. De winnaar was Maaike Polspoel, gevolgd door Amy Cure en Liesbet De Vocht.

## Uitslag
| Trofee Maarten Wynants 2014 |                  |                             |          |
| Plaats                      | Naam             | Ploeg                       | Tijd     |
| Winnaar                     | Maaike Polspoel  | Giant-Shimano               | 2u45'30" |
| 2                           | Amy Cure         | Lotto-Belisol Ladies        | 1"       |
| 3                           | Liesbet De Vocht | Lotto-Belisol Ladies        | 3"       |
| 4                           | Lotta Lepistö    | Bigla Pro Cycling Team      | z.t.     |
| 5                           | Daniela Gass     | Autoglas Wetteren           | z.t.     |
| 6                           | Martina Zwick    | Bigla Pro Cycling Team      | z.t.     |
| 7                           | Hannah Walker    | Epic Cycles-Scott Contessa  | z.t.     |
| 8                           | Kaat Hannes      | Topsport Vlaanderen-Pro-Duo | z.t.     |
| 9                           | Sofie De Vuyst   | Futurumshop.nl-Zannata      | z.t.     |
| 10                          | Jessie Daams     | Boels Dolmans Cycling Team  | z.t.     |